# Judith Gap
Judith Gap è una città degli Stati Uniti d'America situata nel Montana, nella Contea di Wheatland.